# 本田Clarity
本田Clarity (Honda Clarity) 是本田技研工業一個用於替代燃料車的車名，最初只用在氫氣燃料電池電動車上，如2008年份的本田FCX Clarity (Honda FCX Clarity)。之後也使用在純電動車及插電式混合動力車上，如2017－18年份、基於同一架構上的本田Clarity Electric (Honda Clarity Electric) 純電動車、本田Clarity Plug-in Hybrid (Honda Clarity Plug-in Hybrid) 插電式混合動力車、及新一代的本田Clarity Fuel Cell (Honda Clarity Fuel Cell) 燃料電池電動車。

## 外部連結
- Honda Clarity Electric （页面存档备份，存于） (北美本田)
- Honda Clarity Plug-in Hybrid （页面存档备份，存于） (北美本田)
- Honda Clarity Fuel Cell （页面存档备份，存于） (北美本田)